# 1117 Reginita
1117 Reginita è un asteroide della fascia principale. Scoperto nel 1927, presenta un'orbita caratterizzata da un semiasse maggiore pari a 2,2476306 UA e da un'eccentricità di 0,1975314, inclinata di 4,33901° rispetto all'eclittica.
Il suo nome è in onore della nipote dello scopritore.